# Souvigné-sur-Même

Souvigné-sur-Même este o comună în departamentul Sarthe, Franța. În 2009 avea o populație de 182 de locuitori.